# Guillaume Galletier

a Compétitions nationales et continentales officielles uniquement.

Dernière mise à jour le 14 décembre 2022.
Guillaume Galletier, né le 7 mars 1997 à Montpellier, est un joueur français de rugby à XV. Il évolue au poste de trois-quarts centre au CA Brive. Il est le cousin du rugbyman Kélian Galletier.

## Biographie
Enfant, Guillaume Galletier découvre le rugby à XV à l'école de rugby du Montpellier HR. À l'âge de 18 ans, il choisit de rejoindre le LOU rugby. Il est cependant de retour à Montpellier deux ans plus tard et il joue alors avec l'équipe Espoirs du club.
En manque de temps de jeu au plus haut niveau, il rejoint en 2019, le CA Brive en compagnie de Joris Jurand.
Au mois de décembre 2022, il doit signer une prolongation de contrat de 3 ans avec Brive, le liant au club jusqu'en 2026.